# Supola Zoltán (tornász)
Supola Zoltán (Dunaújváros, 1970. szeptember 25.) Európa-bajnok magyar tornász.

## Karrierje
Pályafutása során végig szülővárosa egyesületében versenyzett. Három olimpián (1992, 1996, 2000) indult, Barcelonában ugrásban ötödikként végzett, nyolc évvel később Sydney-ben a hatodik helyet szerezte meg lólengésben. Világbajnokságon kétszer szerzett érmet, 1993-ban nyújtón bronzérmes lett, egy évvel később pedig másodikként végzett. Legnagyobb sikerének a Budapesten rendezett 1992-es Európa-bajnokság korlátversenyének megnyerése számít, ugyanezen a kontinensbajnokságon egyéni összetettben második, ugrásban harmadik lett.
Karrierjét hatvannégyszeres magyar bajnokként fejezte be. Visszavonulását követően 2001 és 2009 között a Cirque du Soleil show-műsorában szerepelt Las Vegasban.